# Frederick Griffith
Frederick Griffith (IPA: /ˈfrɛdrɪk ˈgrɪfɪθ/) là nhà khoa học người Anh, trọng tâm nghiên cứu của ông là dịch tễ học và bệnh lý học do ông là một bác sĩ y khoa. Ông đã nổi tiếng và thường được đời sau nhắc tới về khám phá của mình trong vi sinh vật học và di truyền học qua thành công của thí nghiệm mà sau đó các nhà khoa học gọi bằng tên của ông: Thí nghiệm của Griffith vào năm 1928. Do đó, người ta còn gọi ông là nhà vi sinh vật học.
Ngoài ta, ông đã chứng minh rằng Streptococcus pneumoniae liên quan nhiều và có thể là nguyên nhân gây bệnh viêm thuỳ phổi, đồng thời nó có thể biến đổi từ một chủng này sang chủng khác, mà mãi sau này mới xác định được là DNA và sự biến đổi xảy ra theo cơ chế gen biến nạp. Khám phá này của ông là một trong những thành tựu và bằng chứng sớm nhất chứng tỏ vai trò trung tâm của DNA trong di truyền.

## Tiểu sử
- Frederick Griffith sinh ra vào vào quý IV năm 1879, ở Hale thuộc Lancashire, Vương quốc Anh. Thời sinh viên theo học ở Đại học Liverpool và tốt nghiệp trường này năm 1901 (Harris, 2007).[5]
- Sau đó, Griffith vừa làm vừa học về vi khuẩn học trong quá trình công tác tại Bệnh viện Hoàng gia Liverpool, Phòng thí nghiệm Thomson Yates và Ủy ban Hoàng gia về Bệnh lao.[6] Năm 1910, ông bắt đầu làm việc trong một phòng thí nghiệm bệnh học của chính phủ (địa phương). Ở đây, ông được mô tả là một người già ("one of the world's oldest") dù mới hơn 31 tuổi, nhút nhát, kín đáo và tốt bụng một cách thầm lặng ("quiet kindly manner"), làm nhiều người có cảm tình (theoThe Lancet).[5][7]
- Trong Chiến tranh thế giới thứ nhất, vào khoảng những năm 1913 - 1818, phòng thí nghiệm nói trên vốn là của chính quyền địa phương đã được chính phủ quốc gia Anh đảm nhận, trở thành Phòng thí nghiệm bệnh học của Bộ Y tế, ở đây ông là sĩ quan quân y. Trong khoảng thời gian này, ông chuyên tâm hoàn thành công việc chung, tìm kiếm mô hình dịch tễ bệnh viêm phổi, nhưng vẫn cố gắng thực hiện nhiều thí nghiệm khác trong suốt thời gian chiến tranh và đến cuối những năm 1920. Thí nghiệm Griffith đã được tiến hành trong khoảng thời gian này.
- Khi Chiến tranh thế giới thứ hai bùng nổ (1939), phòng thí nghiệm đã được mở rộng thành Phòng thí nghiệm y tế công cộng khẩn cấp, mà sau đó William Scott - cộng sự của ông làm giám đốc vào năm 1940.

Fred Griffith bị chết trong một trận phát xít Đức oanh tạc Luân Đôn vào đêm 16 rạng ngày 17 tháng 4 năm 1941, cùng với Scott.

## Tóm tắt thí nghiệm của Griffith
Pneumococci có hai dòng chính: thô (R) và mịn (S). Dòng S độc lực mạnh hơn và có hình viên nang, bên ngoài là một lớp vỏ polysaccharide nhẵn với thành peptidoglycan như tất cả các vi khuẩn. Khi tiêm dạng S vào chuột, chúng bị viêm phổi và chết trong vài ngày. Còn dòng R không có vỏ nang thì không thường gây bệnh.
Khi Griffith tiêm dạng S đã bị diệt bằng nhiệt độ vào chuột, thì chuột vẫn bình thường. Tuy nhiên, khi ông tiêm hỗn hợp dạng S đã bị diệt bằng nhiệt độ trộn với dạng R (không xử lí nhiệt), thì chuột lại chết. Nghĩa là R sống đã biến thành S và gây hại, chứng tỏ vật chất di truyền (hồi đó chưa biết là DNA) được chuyển từ dòng này sang dòng kia.
Sau này, người ta gọi sự chuyển vật chất di truyền giữa các vi khuẩn như vậy là biến nạp.

## Di sản khác

### Vi sinh vật học
Năm 1931: Khám phá về bệnh viêm amiđan cấp tính - di chứng, dịch tễ học và vi khuẩn học của nó.
Năm 1934: Cơ chế gây bệnh của liên cầu khuẩn Streptococcus pyogenes, trong viêm họng nhẹ, sốt ban đỏ đôi khi gây tử vong, sốt hậu sản thường gây tử vong, nhiễm trùng huyết.
Các phát hiện khác về Streptococcal sepsis và tác hại của chúng.

### Y học
Một phần nhờ các đóng góp này, về sau người ta đã chứng minh được rằng có thể điều trị bệnh phế khuẩn khuẩn bằng streptomycin. Vào năm 1969, người ta đã chỉ ra rằng trong quá trình điều trị bằng thuốc đối với vật chủ, phế cầu khuẩn có thể thu nhận các gen từ liên cầu khuẩn đã chống kháng sinh có sẵn trong vật chủ, và do đó phế cầu khuẩn có thể trở nên đề kháng với erythromycin.

## Đọc đủ hơn
- Daniel Hartl; Elizabeth Jones (2005). Genetics: Analysis of Genes and Genomes, 6th edition. Jones & Bartlett. 854 pages. ISBN 0-7637-1511-5
- Lehrer, Steven (2006). Explorers of the Body (ấn bản thứ 2). United States: iUniverse, Inc. ISBN 0-595-40731-5.